# San Cristóforo (instrumental)
«San Cristóforo» es un tema instrumental de los músicos argentinos Luis Alberto Spinetta y Marcelo Torres, interpretada en vivo por la banda Spinetta y los Socios del Desierto y grabada en el álbum San Cristóforo de 1998, tercero de la banda y 27º en el que tiene participación decisiva Spinetta. 
Spinetta y los Socios del Desierto fue un trío integrado por Marcelo Torres (bajo), Daniel Wirtz (batería) y Luis Alberto Spinetta (guitarra y voz).
El tema se refiere al álbum que la banda estaba grabando en vivo e indirectamente al santo.

## Contexto
1998 fue un año transcurrido en medio de crisis económicas globales. Argentina, que durante el gobierno del presidente Carlos Menem (1989-1999) había llevado adelante una política radical de apertura económica y desregulación de los mercados, se mostró extremadamente vulnerable y ese año se inició la recesión de cuatro años que destruiría la mayor parte de los avances sociales que se habían obtenido durante el siglo XX y desembocó en el colapso político-humanitario de diciembre de 2001.
En ese contexto, que Spinetta caracterizó con la metáfora del desierto, el músico adoptó una postura frontal e intransigente y decidió recuperar el rock para hacer una música despojada y visceral, que diera prioridad a la interpretación en vivo. Para ello creó en 1994 un power trío, que se llamó Spinetta y los Socios del Desierto y que lo integró con Daniel Wirtz (batería) y Marcelo Torres. Spinetta definió el estilo que mantuvo en esa época con expresiones como "aplanadora rítmica", "aserradero sinfónico", o "sauna de lava eléctrica" (subtítulo de San Cristóforo). Las características del power trío llevaron a Spinetta a adoptar un rol mucho más demandante desde lo físico y lo interpretativo.
La banda había grabado un álbum doble casi en vivo en 1995, que las empresas discográficas se negaron a editar con argumentos económicos y artísticos. Finalmente, luego de una fuerte denuncia pública de Spinetta contra el mercantilismo de las empresas musicales, a comienzos de 1997 Sony aceptó editar el álbum doble, que se agotó en una semana, lo que no impidió que fuera descatalogado por la empresa. Ese mismo año en octubre, Spinetta, junto a Los Socios y otros invitados como el Mono Fontana -decisivo en su música-, realizó su versión unplugged del ya por entonces célebre programa de MTV, que fue registrada parcialmente en el disco Estrelicia MTV Unplugged.
El estilo acústico del concierto en MTV, contrastaba con el estilo pesado y eléctrico de Spìnetta y los Socios del Desierto. Por su parte la vida personal de Spinetta había cambiado considerablemente. En 1995/1996 se había separado de quien fuera su esposa durante veinte años, para iniciar una relación amorosa con la modelo Carolina Peleritti, quien fuera objeto de las canciones de amor de esos años. Esa relación, por la que el músico había sido objeto de acoso mediático, se había hecho pública para ese momento. Finalmente la pareja se separaría al año siguiente.

## El álbum

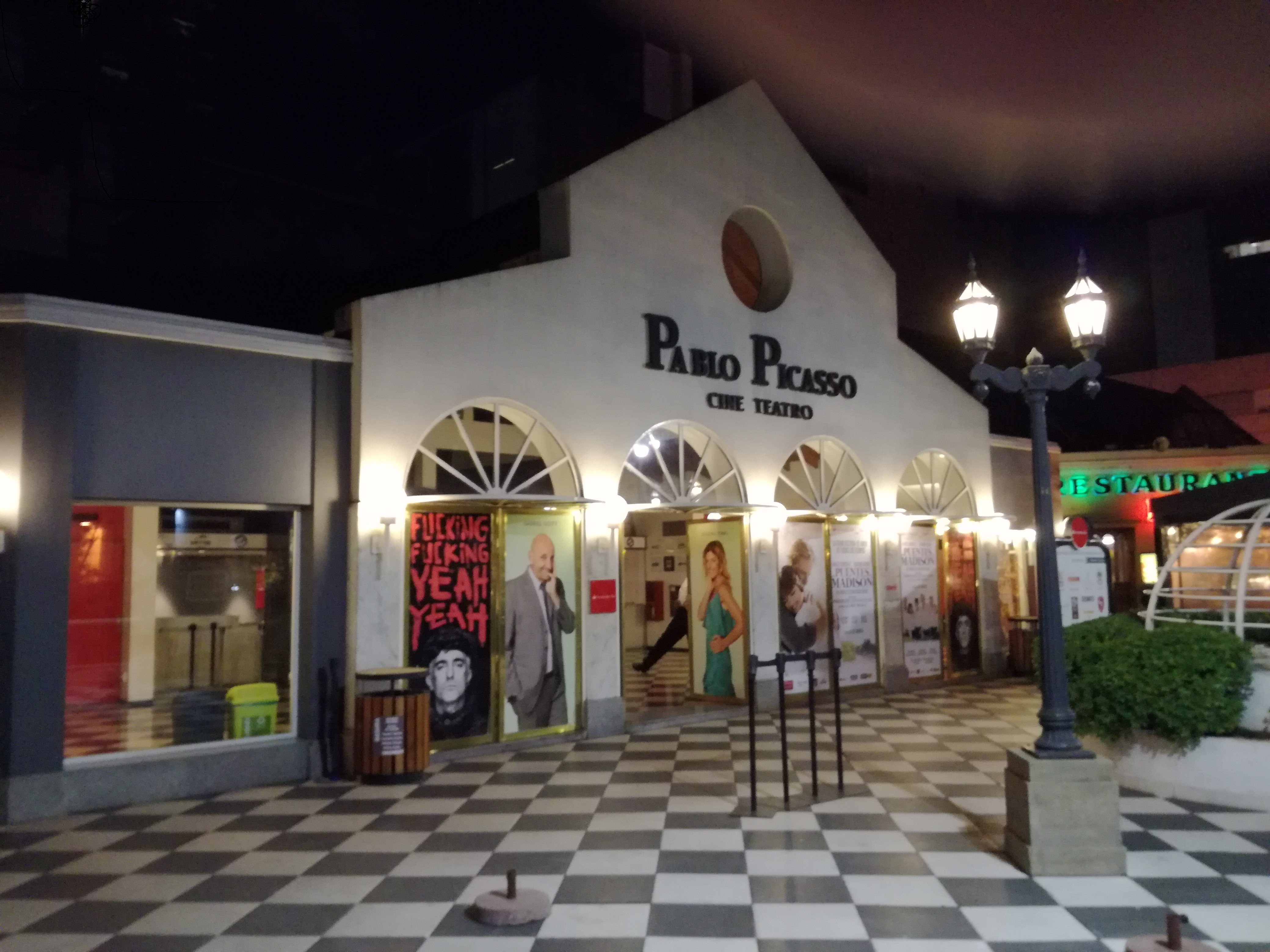
Sala Pablo Picaso en el centro cultural Paseo La Plaza donde Spinetta y los Socios del Desierto realizaron los recitales grabados en San Cristóforo.

Se trata del álbum en el que más se despliega la faceta roquera y pesada de Spinetta. Los mismos productores de la banda difundían los recitales en La Plaza, describiéndolo como "un espectáculo salvaje y ensordecedor, 100 % rockero". "¿Revancha del unplugged?", se preguntaba un periodista del diario La Nación, y él mismo se contestaba: "es posible". Otro periodista del mismo medio decía: "Parece que Spinetta decidió, después del unplugged, volver a la furia; y volvió". El propio Spinetta sintetizaba San Cristóforo  en la conferencia de prensa previa con las siguientes palabras:

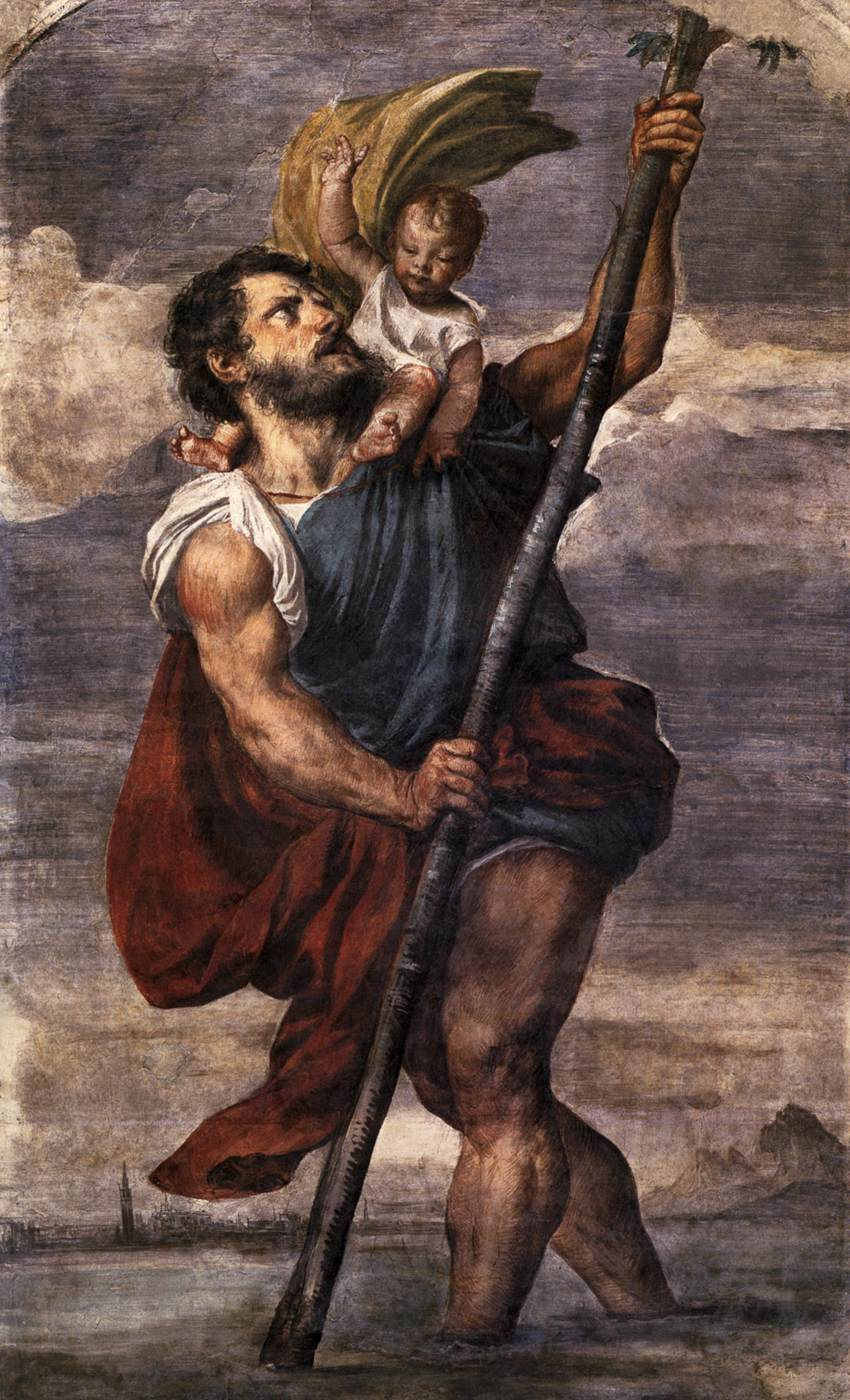
El San Cristórofo de Tiziano (1477/1490-1576).

Es un poco: "¡amantes de lo acústico, abstenerse!".
Luis Alberto Spinetta